# Sigurður Pétursson
Sigurður Pétursson (ur. 26 kwietnia 1759, zm. 6 kwietnia 1827) – islandzki pisarz i poeta okresu wczesnego romantyzmu. Był synem Pétura Þorsteinssona (1720–95), sędziego z Ketilsstaðir. Od 15. roku życia przebywał w Danii, gdzie uczył się i studiował. Opisywał głównie życie wiejskie Islandczyków zestawiając je z miejskim Duńczyków. Był jednym z inicjatorów Islandzko-Duńskiego Towarzystwa Literackiego (Det Nordiske Litteratursamfund). Sigurður Pétursson jest nazywany ojcem teatru islandzkiego, mimo że napisał tylko dwie sztuki. Dzieła Sigurðura Péturssona mają charakter satyryczny. Autor opierał się częściowo na twórczości Ludviga Holberga. Sztuki Sigurðura Péturssona były wykonywane przez teatr szkolny w Reykjavíku.